# 1060-as évek
Évszázadok: 10. század · 11. század · 12. század
Évtizedek: 1010-es évek · 1020-as évek · 1030-as évek · 1040-es évek · 1050-es évek · 1060-as évek · 1070-es évek · 1080-as évek · 1090-es évek · 1100-as évek · 1110-es évek
Évek: 1060 · 1061 · 1062 · 1063 · 1064 · 1065 · 1066 · 1067 · 1068 · 1069

## Események és irányzatok
- I. Andrást legyőzi öccse I. Béla , aki 1063-ig uralkodik, halála után Salamon (I. András fia) a király 1074-ig.

## A világ vezetői
- I. András magyar király (Magyar Királyság) (1046–1060† )
- I. Béla magyar király (Magyar Királyság) (1060–1063† )
- Salamon magyar király (Magyar Királyság) (1063–1074)